# Corinth (Mississippi)
Corinth ist eine Stadt im Bundesstaat Mississippi in den Vereinigten Staaten. Sie bildet den Verwaltungssitz (County Seat) des Alcorn County. Das U.S. Census Bureau hat bei der Volkszählung 2020 eine Einwohnerzahl von 14.622 ermittelt. Die Stadt befindet sich im Norden von Mississippi und grenzt direkt an Tennessee.

## Geschichte
Corinth wurde 1853 als Cross City gegründet, so genannt, weil es als Knotenpunkt für die Mobile & Ohio und Memphis & Charleston Eisenbahn diente. Es war der frühe Zeitungsredakteur der Stadt, W. E. Gibson, der den heutigen Namen für die Stadt nach Korinth in Griechenland vorschlug, die ebenfalls als Kreuzpunkt diente.
Corinths Lage an der Kreuzung zweier Eisenbahnlinien machte die Stadt während des Sezessionskriegs strategisch wichtig für die Konföderation. Der konföderierte General P. G. T. Beauregard zog sich nach der Schlacht von Shiloh (April 1862), verfolgt von Unions-Generalmajor Henry W. Halleck, nach Corinth zurück. General Beauregard gab die Stadt am 29. Mai auf, als sich General Halleck näherte, und ließ sie in die Hände der Union fallen. Da Halleck sich so vorsichtig genähert hatte und über einen Monat lang bei jedem Halt Schanzen grub, ist diese Aktion als Belagerung von Corinth bekannt.
Die Union schickte Generalmajor William Rosecrans ebenfalls nach Corinth und konzentrierte ihre Kräfte in der Stadt. Die zweite Schlacht um Corinth fand am 3. und 4. Oktober 1862 statt, als der konföderierte Generalmajor Earl Van Dorn erfolglos versuchte, die Stadt wieder einzunehmen.

## Demografie
Nach der Schätzung von 2019 leben in Corinth 14.472 Menschen. Die Bevölkerung teilte sich im selben Jahr auf in 69,7 % Weiße, 24,6 % Afroamerikaner, 0,5 % amerikanische Ureinwohner und 3,4 % mit zwei oder mehr Ethnizitäten. Hispanics oder Latinos aller Ethnien machten 4,2 % der Bevölkerung aus. Das mittlere Haushaltseinkommen lag bei 38.460 US-Dollar und die Armutsquote bei 17,5 %.

## Söhne und Töchter der Stadt
- Marcus Van Story (1920–1992), Musiker
- Porter W. Anderson junior (* 1937), Mikrobiologe
- Thomas K. McCraw (1940–2012), Historiker
- Maty Noyes (* 1997), Sängerin